# Alexis Cárcamo
Alexis Cárcamo Varela (Rancagua, Chile; 3 de septiembre de 1984) es un futbolista chileno.

## Trayectoria

### Nueva Zelanda
En 2012 arribó al Onehunga Sports neozelandés, club amateur que compite en la Northern League, principal liga de la Región de Auckland. Sus buenas actuaciones lo llevaron a ser contratado por el Waikato FC, una de las franquicias de la ASB Premiership, la primera división del país a mediados de ese mismo año. Jugó 13 de los 14 partidos que su elenco disputó, que finalizó sexto con tan solo nueve unidades. En 2013 el club sería refundado, pasando a llamarse WaiBOP United, y Varela volvió a ser contratado de cara a la temporada 2013/14. En 2016 la franquicia fue disuelta, por lo que firmó con el club reemplazante, el Hamilton Wanderers.

## Clubes
| Club                | País          | Año         |
| ------------------- | ------------- | ----------- |
| Magallanes          | Chile         | 2002        |
| Deportes Santa Cruz | Chile         | 2006        |
| Barnechea           | Chile         | 2007        |
| Onehunga Sports     | Nueva Zelanda | 2011 - 2012 |
| WaiBOP United       | Nueva Zelanda | 2012 - 2016 |
| Hamilton Wanderers  | Nueva Zelanda | 2016 - 2018 |